# Biathlon-Weltmeisterschaft 1961
Die 3. Biathlon-Weltmeisterschaft fand 1961 in Umeå in Schweden statt. Im Vorjahr hatte es wegen der Olympischen Winterspiele in Squaw Valley keine Biathlon-Weltmeisterschaften gegeben.

## Männer

### Einzel 20 km
| Platz | Sportler            | Zeit [h] | Schießfehler |
| ----- | ------------------- | -------- | ------------ |
| 01    | Kalevi Huuskonen    | 1:32:11  | 02 (0+0+2+0) |
| 02    | Alexander Priwalow  | 1:35:07  | 06 (4+0+0+2) |
| 03    | Paavo Repo          | 1:35:20  | 08 (2+4+0+2) |
| 04    | Walentin Pschenizyn | 1:37:37  | 06 (6+0+0+0) |
| 05    | Antti Tyrväinen     | 1:38:07  | 12 (4+2+2+4) |
| 06    | Dmitri Sokolow      | 1:38:51  | 10 (2+4+2+2) |
| 07    | Magnar Ingebrigtsli | 1:39:33  | 08 (0+2+2+4) |
| 08    | Tage Lundin         | 1:39:46  | 06 (2+4+0+0) |
| 09    | Klas Lestander      | 1:40:34  | 04 (2+2+0+0) |
| 10    | Eino Närvä          | 1:41:22  | 10 (4+2+0+4) |

Datum: 25. Februar

### Mannschaftswettbewerb (inoffiziell)
Die Ergebnisse der jeweils drei besten Starter eines Landes in dem Einzelrennen wurden zu einer Mannschaftswertung zusammengefasst.
| Platz | Land/Sportler                                                                   | Zeit                            | Schießfehler                                             |
| ----- | ------------------------------------------------------------------------------- | ------------------------------- | -------------------------------------------------------- |
| 1     | Finnland 0000Kalevi Huuskonen 0000Paavo Repo 0000Antti Tyrväinen                | 4:45:38 1:32:11 1:35:20 1:38:07 | 22 (6+6+4+6) 02 (0+0+2+0) 08 (2+4+0+2) 12 (4+2+2+4)      |
| 2     | Sowjetunion 0000Alexander Priwalow 0000Walentin Pschenizyn 0000Dmitri Sokolow   | 4:51:35 1:35:07 1:37:37 1:38:51 | 22 (12+4+2+4) 06 (4+0+0+2) 06 (6+0+0+0) 10 (2+4+2+2)     |
| 3     | Schweden 0000Tage Lundin 0000Klas Lestander 0000Stig Andersson                  | 5:06:11 1:39:46 1:40:34 1:45:51 | 24 (10+8+2+4) 06 (2+4+0+0) 04 (2+2+0+0) 14 (6+2+2+4)     |
| 4     | Norwegen 0000Magnar Ingebrigtsli 0000Olav Jordet 0000Ivar Skøgsrud              | 5:06:44 1:39:33 1:43:19 1:43:52 | 30 (8+8+4+10) 08 (0+2+2+4) 10 (2+0+2+6) 12 (6+6+0+0)     |
| 5     | Polen 0000Józef Gąsienica Sobczak 0000Stanisław Styrczula 0000Stanisław Sobczak | 5:16:02 1:42:14 1:46:25 1:47:23 | 44 (20+4+6+14) 16 (8+0+4+4) 14 (4+4+0+6) 14 (8+0+2+4)    |
| 5     | DDR 0000Wolfgang Heider 0000Heiner Gierth 0000Horst Nickel                      | 5:17:01 1:43:07 1:43:53 1:50:01 | 36 (7+4+4+21) 06 (0+2+2+2) 12 (6+2+0+4) 18 (1+0+2+15)    |
| 6     | Österreich 0000Heinz Härting 0000Hermann Mayr 0000Hermann Lackner               | 5:41:50 1:52:14 1:53:54 1:55:45 | 60 (14+12+16+18) 22 (4+6+8+4) 24 (4+4+6+10) 14 (6+2+2+4) |

Datum: 25. Februar

## Offizieller Medaillenspiegel
ohne Berücksichtigung der inoffiziellen Staffel-Medaillen
| Platz | Nation      | Gold | Silber | Bronze | Gesamt |
| ----- | ----------- | ---- | ------ | ------ | ------ |
| 1     | Finnland    | 1    | 0      | 1      | 2      |
| 2     | Sowjetunion | 0    | 1      | 0      | 1      |

| Platz | Sportler           | Gold | Silber | Bronze | Gesamt |
| ----- | ------------------ | ---- | ------ | ------ | ------ |
| 1     | Kalevi Huuskonen   | 1    | 0      | 0      | 1      |
| 2     | Alexander Priwalow | 0    | 1      | 0      | 1      |
| 3     | Paavo Repo         | 0    | 0      | 1      | 1      |

## Inoffizieller Medaillenspiegel
mit Berücksichtigung der inoffiziellen Staffelmedaillen
| Platz | Nation      | Gold | Silber | Bronze | Gesamt |
| ----- | ----------- | ---- | ------ | ------ | ------ |
| 1     | Finnland    | 2    | 0      | 1      | 3      |
| 2     | Sowjetunion | 0    | 2      | 0      | 2      |
| 3     | Schweden    | 0    | 0      | 1      | 1      |

| Platz | Nation              | Gold | Silber | Bronze | Gesamt |
| ----- | ------------------- | ---- | ------ | ------ | ------ |
| 1     | Kalevi Huuskonen    | 2    | 0      | 0      | 2      |
| 2     | Paavo Repo          | 1    | 0      | 1      | 3      |
| 3     | Antti Tyrväinen     | 1    | 0      | 0      | 1      |
| 4     | Alexander Priwalow  | 0    | 2      | 0      | 2      |
| 5     | Dmitri Sokolow      | 0    | 1      | 0      | 1      |
| 5     | Walentin Pschenizyn | 0    | 1      | 0      | 1      |
| 7     | Klas Lestander      | 0    | 0      | 1      | 1      |
| 7     | Tage Lundin         | 0    | 0      | 1      | 1      |
| 7     | Stig Andersson      | 0    | 0      | 1      | 1      |